# Rothschildia meridana
Rothschildia meridana är en fjärilsart som beskrevs av Rothschild 1907. Rothschildia meridana ingår i släktet Rothschildia och familjen påfågelsspinnare. Inga underarter finns listade.